# リース・バーク
リース・バーク（Reece Burke、1996年9月2日 - ）は、イングランド・ロンドンニューアム区出身のプロサッカー選手。チャールトン・アスレティックFC所属。ポジションはDF。

## 経歴
9歳でウェストハム・ユナイテッドFCのアカデミーに入団。2014年1月5日のFAカップ・ノッティンガム・フォレストFC戦でトップチームデビュー。2014年8月、プレシーズンマッチのUCサンプドリア戦で初ゴール。2015年4月25日のクイーンズ・パーク・レンジャーズFC戦でプレミアリーグ初出場。
2018年7月、推定移籍金150万ポンドでハル・シティAFCに加入。
2021年6月2日、ルートン・タウンFCに移籍した。
2025年7月9日、チャールトン・アスレティックFCに移籍。契約期間は2年。

## 所属クラブ
ユース
- ウェストハム・ユナイテッドFC 2003-2014

プロ
- ウェストハム・ユナイテッドFC 2014-2018

→ ブラッドフォード・シティAFC 2015-2016 (loan)
→ ウィガン・アスレティックFC 2016-2017 (loan)
→ ボルトン・ワンダラーズFC 2017-2018 (loan)
→ ボルトン・ワンダラーズFC 2018 (loan)
- ハル・シティAFC 2018-2021
- ルートン・タウンFC 2021-2025
- チャールトン・アスレティックFC 2025-